# Banco Cacique
O Banco Cacique foi um banco brasileiro com sede na capital do estado de São Paulo. Criado oficialmente em 1989, com a transformação da Cacique Financeira, que atuava exclusivamente no seguimento de crédito direto ao consumidor (CDC), em um banco múltiplo, oferecendo aos seus clientes uma ampla linha de produtos. Sua sede ficava localizada na Avenida Paulista. 
Em fevereiro de 2007, foi comprado pelo grupo francês Société Générale. Oito anos mais tarde, em fevereiro de 2015 foi anunciado o encerramento das suas operações.

## História
A época do café
A história da empresa tem relação com as atividades da Cia. Cacique de Café Solúvel, fundada em 17 de outubro de 1959 por Horácio Sabino Coimbra. O primeiro produto a ser fabricado foi o café solúvel tipo spray. Outros vieram em seguida, como o aglomerado ou granulado. Em 1970, com o lançamento da marca “CAFÉ PELÉ”, a Cia Cacique se tornou a principal exportadora brasileira do produto.

## Transformação em financeira
No dia 26 de dezembro de 1984, a Cia. Cacique de Café Solúvel adquire a Tibagi Financeira, com sede em Curitiba/PR, com objetivo de diversificar as atividades do Grupo Cacique.
Em seguida, a sede é transferida para São Paulo já com o nome de Cacique Financeira e inicia sua atuação no Crédito Direto ao Consumidor, financiando os clientes finais de lojistas dos segmentos de materiais para construção, móveis e eletrodomésticos.

## A criação do Banco Cacique
Com a consolidação da Cacique Financeira no mercado, a próxima etapa na evolução foi transformá-la em banco múltiplo, o que acontece em 1990 com a fundação do Banco Cacique.  Neste ano o banco inicia suas operações também com pessoas jurídicas, oferecendo produtos tradicionais, como conta corrente, financiamento de capital de giro, desconto de duplicatas e outros.
A transformação em Banco impulsionou as atividades de financiamento com forte expansão geográfica a partir de 1991, desenvolvendo grandes parcerias com lojistas de CDC e entrando em seguida no financiamento de veículos, cartão de crédito e empréstimos pessoais.
Em 1996, o Banco Cacique passa a oferecer serviços diferenciados como empréstimos pessoais utilizando os serviços de motoboy. A empresa foi pioneira nesse tipo de operação em que o cliente não precisava sair de casa para obter um empréstimo. Nessa mesma época, a empresa lançou o empréstimo pessoal eletrônico, por meio do cartão FlashCard.
No final da década de 1990 entra na área de cobranças com a inauguração da Cobracred e em 2001 inicia a operações de crédito consignado. Em 2004, a empresa obteve autorização do Ministério da Previdência para operar a venda de crédito para aposentados e pensionistas do INSS, tornando a empresa uma das três maiores financeiras do país na comercialização do produto.

## Compra pelo grupo Société Générale
O ano de 2007 também marcou a história do Banco Cacique, quando a empresa passou a fazer parte do grupo francês Société Générale, que atuava no mercado mundial há mais de 145 anos.
Além do Banco Cacique, o Grupo SG também adquiriu no mesmo período o Banco Pecúnia, que atuava no financiamento de veículos por meio da financeira Credial. No início de 2010 os dois bancos - Cacique e Pecúnia - passaram por uma fusão operacional com o objetivo de otimizar os recursos e garantir a eficiência e rentabilidade dos negócios. Além da unificação dos processos e equipes, as estruturas comerciais físicas da Cacique Promotora e da Credial também passaram por reestruturações.
As empresas que compõem a linha de negócios Consumer Finance do Grupo SG no Brasil atuam fortemente na comercialização do produto EP, INSS para aposentados e pensionistas e no financiamento de veículos.